# Randia grayumii
Randia grayumii là một loài thực vật có hoa trong họ Thiến thảo. Loài này được Dwyer & Lorence miêu tả khoa học đầu tiên năm 1993.